# Mychal Mulder
Mychal Mulder (ur. 12 czerwca 1994 w Etobicoke) – kanadyjski koszykarz, występujący na pozycji rozgrywającego, reprezentant kraju.
W 2017 reprezentował Toronto Raptors, podczas letniej ligi NBA. W 2019 występował w Chicago Bulls.
16 września 2019 podpisał umowę z Miami Heat. 15 października opuścił klub.
27 lutego 2020 zawarł 10-dniowy kontrakt z Golden State Warriors. 16 października 2021 został zwolniony. 26 października 2021 podpisał umowę z Orlando Magic na występy zarówno w NBA, jak i zespole G-League – Lakeland Magic. 6 stycznia 2022 został zwolniony. 24 marca 2022 zawarł kontrakt z Miami Heat, na występy w NBA i drużynie G-League Sioux Falls Skyforce.
30 września 2023 dołączył do Memphis Grizzlies. 16 października 2023 opuścił klub.

## Osiągnięcia
Stan na 5 listopada 2023, na podstawie, o ile nie zaznaczono inaczej.
NCAA
- Uczestnik rozgrywek:
  - Elite eight turnieju NCAA (2017)
  - turnieju NCAA (2016, 2017)
- Mistrz:
  - turnieju konferencji Southeastern (SEC – 2016, 2017)
  - sezonu regularnego SEC (2016, 2017)

Reprezentacja
- Zwycięzca amerykańskich kwalifikacji do mistrzostw świata (2017)